# Estació de les Carolines-Fira
L'estació de les Carolines-Fira és una estació subterrània de ferrocarril localitzada al barri de Benimàmet (districte de Pobles de l'Oest) de València i que forma part de la línia 2 de l'operador Metrovalència. L'estació pertany a la zona tarifària A de Ferrocarrils de la Generalitat Valenciana (FGV) i l'Autoritat de Transport Metropolità de València (ATMV). L'adreça oficial de l'estació és l'avinguda de l'estació, sense número.

## Història

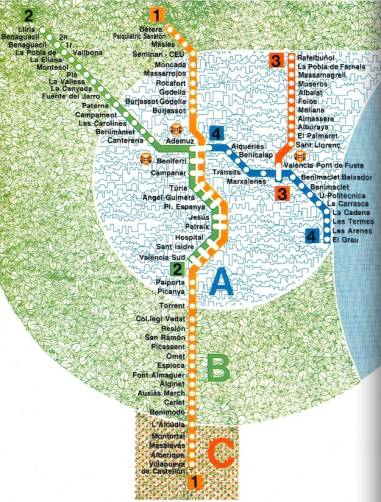
Xarxa de FGV a València el 1988

La primigènia estació de Les Carolines fou inaugurada el 1888, amb el nom de Carolinas, per la Societat Valenciana de Tramvies (SVT) a la seua línia a Llíria, tot i que l'edifici que encara es conserva no es construí fins 1944 per la CTFV. Era, juntament amb l'estació de Benimàmet, una de les dues estacions del barri i durant la seua història, fou gestionada per la Companyia de Tramvies i Ferrocarrils de València (CTFV) i els Ferrocarrils Espanyols de Via Estreta (FEVE) fins a ser transferida als Ferrocarrils de la Generalitat Valenciana (FGV) l'any 1987. FGV valencianitzà el nom a "Les Carolines" per a afegir poc després "-Fira" per la proximitat de la Fira de València. El 26 de setembre de 2008, amb el soterrament de les vies de Metrovalència per Benimàmet, l'estació original fou conservada com a monument, a diferència de la de Benimàmet.
L'actual edifici fou inaugurat el 15 de maig de 2011. Des de 2015, la línia que va fins a Llíria i passa per l'estació ha tornat a dir-se línia 2, triant aquesta vegada el color rosa, ja que l'antic color verd estava sent utilitzat per la línia 5.

## Distribució
L'estació, de tipologia subterrània, està dividida en dos nivells: el superior, a nivell de carrer, on s'hi troben els accessos i l'edifici, els punts de venda de bitllets i les escales i l'inferior, on hi ha una plataforma central amb dues andanes i dues vies a cada banda. Les andanes no compten amb mampares de seguretat. L'estació disposa d'accessibilitat per a persones amb discapacitat física, visual i auditiva.
L'accés a l'estació és només per l'avinguda de l'estació.

### Línies
| Procedència/Destinació | <         | Línia | >         | Procedència/Destinació |
| ---------------------- | --------- | ----- | --------- | ---------------------- |
| Llíria                 | Campament |       | Benimàmet | Torrent Avinguda       |